# Atributos de los santos

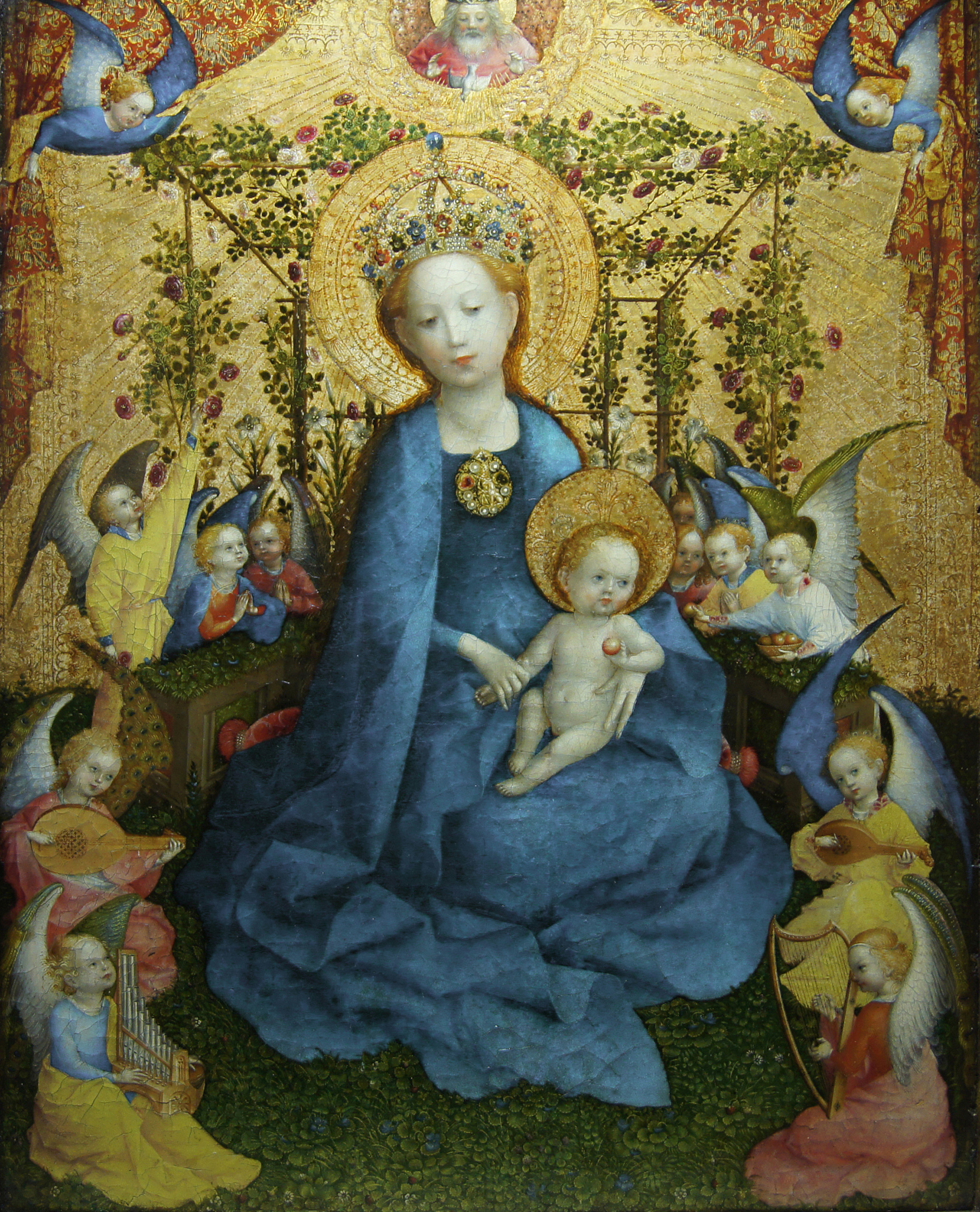
Virgen del rosal de Stefan Lochner, h. 1450.

Atributos de los santos o iconografía de los santos son las características identificativas de los santos, como ciertos rasgos físicos (sexo, edad, barba o ausencia de ella, canas o calvicie), su vestimenta y ciertos objetos o animales.
La iconografía cristiana, especialmente durante la Edad Media, pretendía hacer accesible a los iletrados todo tipo de mensajes religiosos. Los atributos y otros recursos iconográficos son símbolos de los santos, que se fundamentan en las hagiografías y martirologios, a los que se suman todo tipo de fuentes, desde la Biblia  y los evangelios apócrifos hasta las más variadas leyendas piadosas (especialmente la Leyenda Áurea de Jacopo da Voragine).
La lista siguiente hace referencia sobre todo al género  de pintura de santos en el arte cristiano occidental. Los iconos bizantinos tienen su propia tradición iconográfica, que muchas veces coincide, pero otras es diferente.

## Atributos generales
- Báculo de abad: se encuentra en forma de S a partir del año 1500 y acompaña a los abades y abadesas santos.
- Báculo pastoral y la mitra: se encuentran junto a los obispos santos.
- Libro: puede encontrarse junto a todos los santos, preferentemente evangelistas y doctores de la Iglesia.
- Dragón: si se encuentra bajo los pies, simboliza la victoria sobre los paganos y los herejes; también simboliza el demonio.
- Bandera: se encuentra junto con los santos de origen noble; igualmente acompaña a la personificación de la Ecclesia.
- Cáliz: acompaña a las imágenes de los sacerdotes.
- Maqueta de iglesia: se encuentra con los donadores de las iglesias.
- Cruz: acompaña a los seguidores religiosos, sobre todo a los miembros de una orden.
- Corona: implica la descendencia noble o la recompensa divina, en este contexto se aplica sobre todo a mártires virginales.
- Lanza: esta arma acompaña a los soldados santos.
- Azucena o lirio: simboliza virginidad.
- Palma o rama de palmera: simboliza la victoria sobre el mundo y la carne, por el martirio. Los mártires morían por confesar su fe y la rama de palmera representa los doce artículos del Credo de los Apóstoles. En los tres primeros siglos, los cristianos eran bautizados durante la Vigilia Pascual culminando el proceso de catequesis; una semana antes, el Domingo de Ramos profesaban su fe en público y su padrino les regalaba una palma.
- Cayado de peregrino, bolsa y sombrero de peregrino: accesorios de los santos peregrinos.
- Orbe o Globo imperial: se encuentra en las representaciones de los reyes santos.
- Rosario: la imagen de un rosario simboliza la devoción a María.
- Espada: acompaña a los caballeros santos y a los decapitados.
- Calavera: la representación de una calavera simboliza el rechazo a los placeres de la vida; es el símbolo de los penitentes y ermitaños.
- Cetro: este objeto acompaña a los emperadores y reyes santos.
- Hábito y tonsura: santos de órdenes religiosas.
- Paloma: simboliza el Espíritu Santo.

## Los atributos de algunos santos

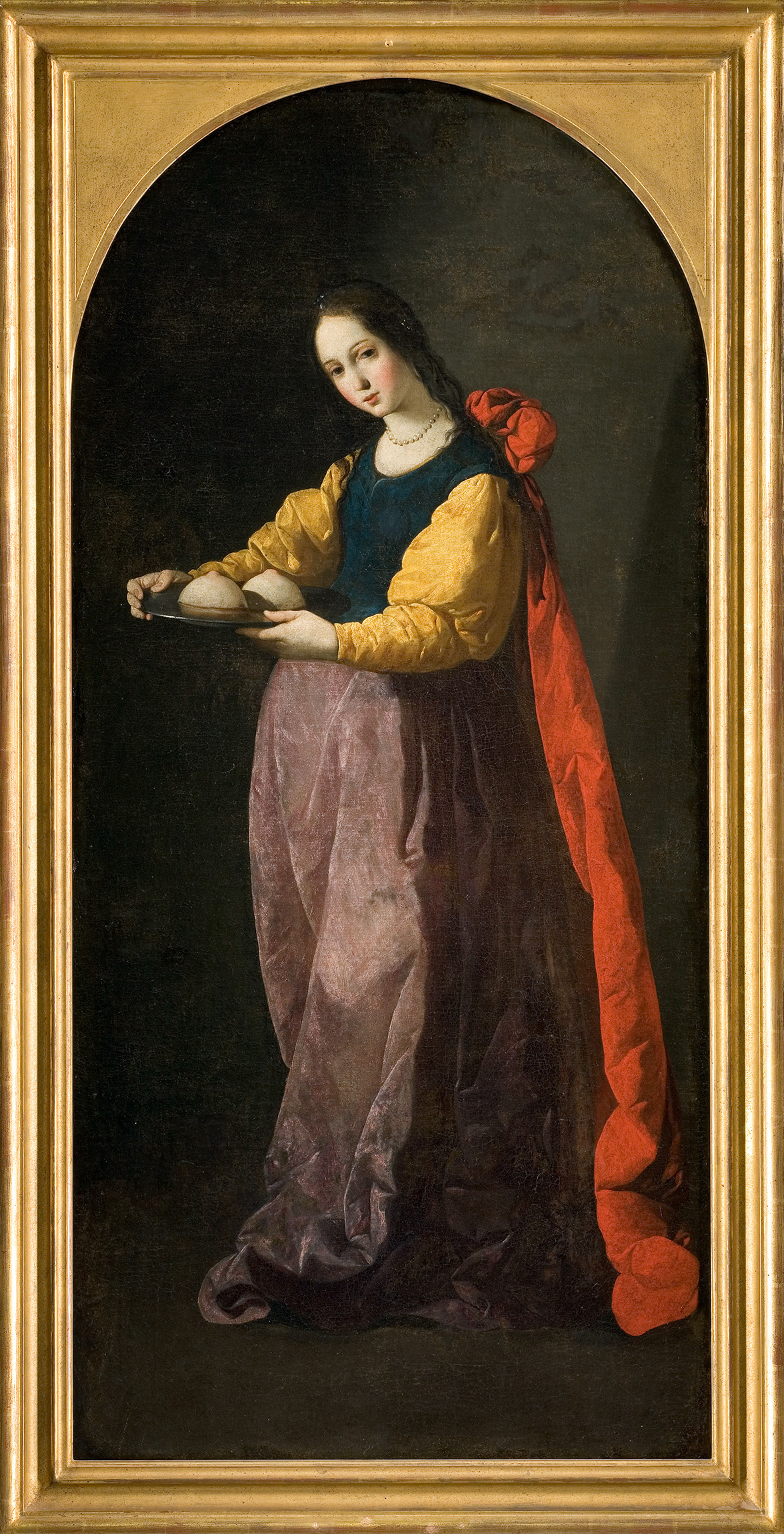
Santa Águeda pintada por Francisco de Zurbarán.

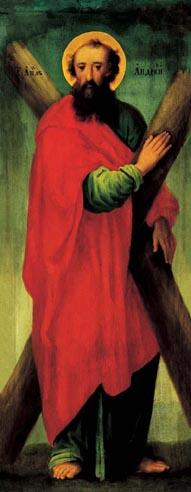
Icono de San Andrés.

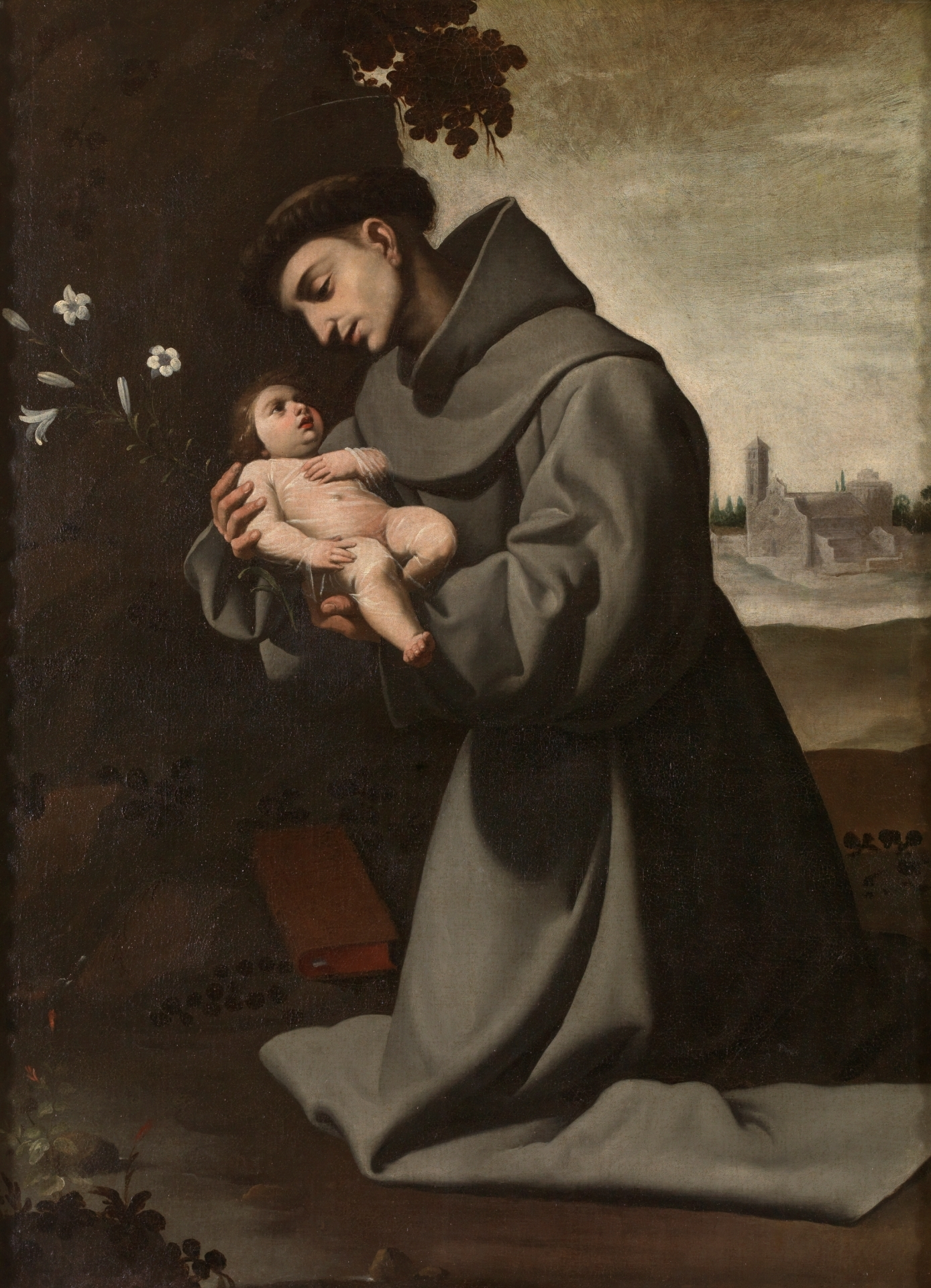
San Antonio de Padua pintado por Francisco de Zurbarán.

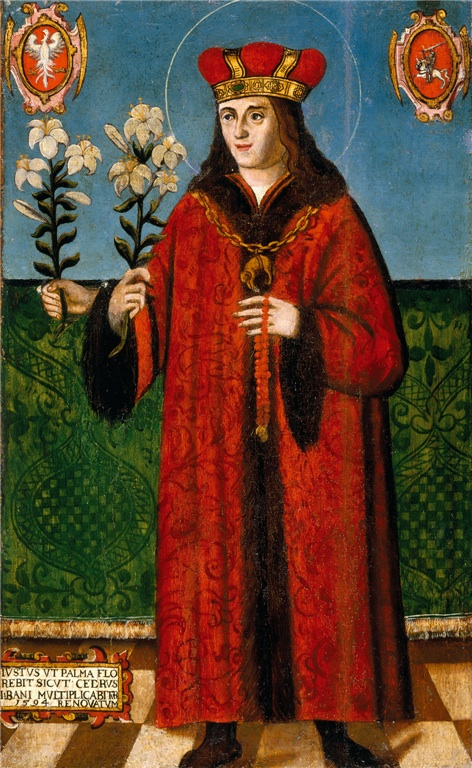
San Casimiro.

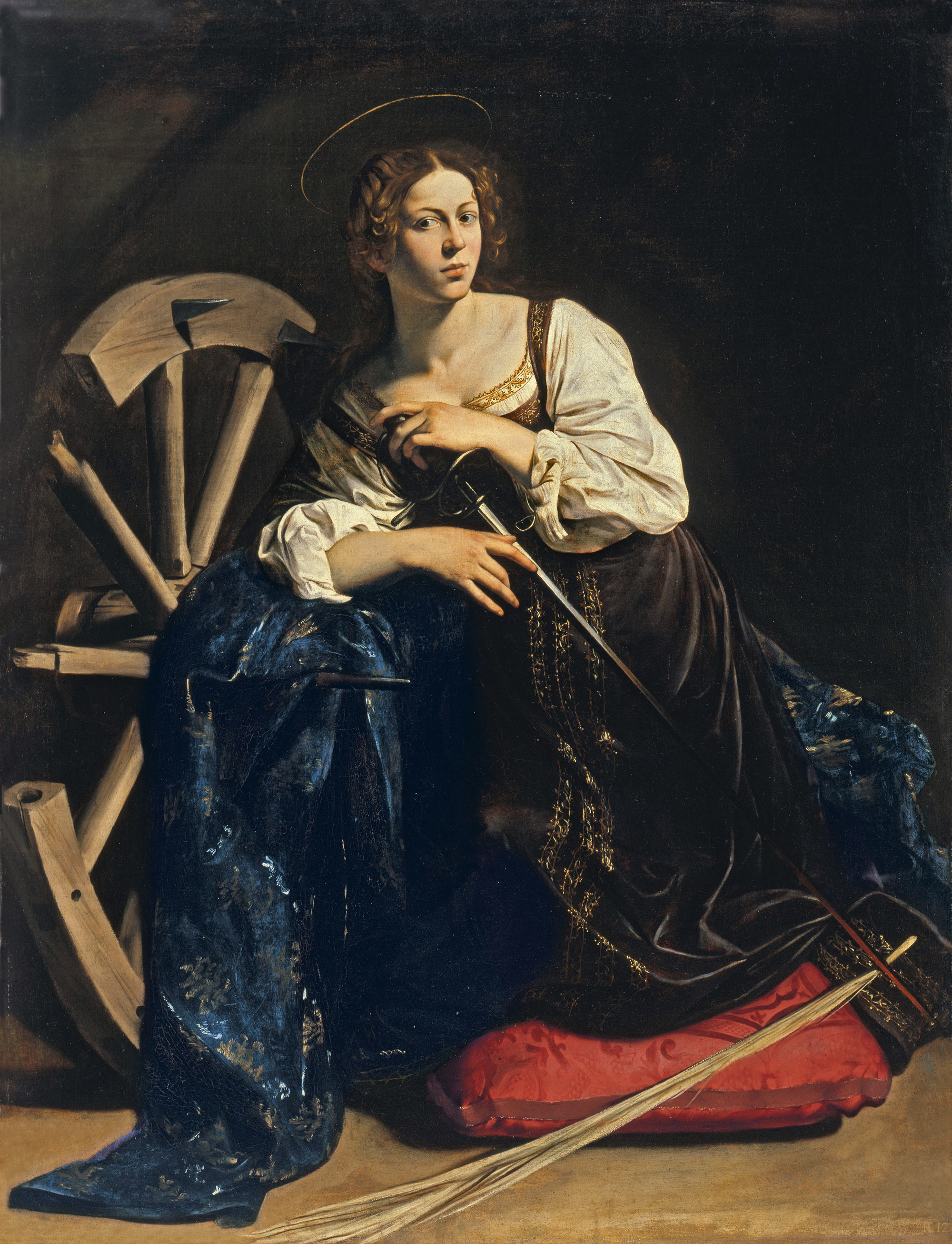
Catalina de Alejandría pintada por Caravaggio.

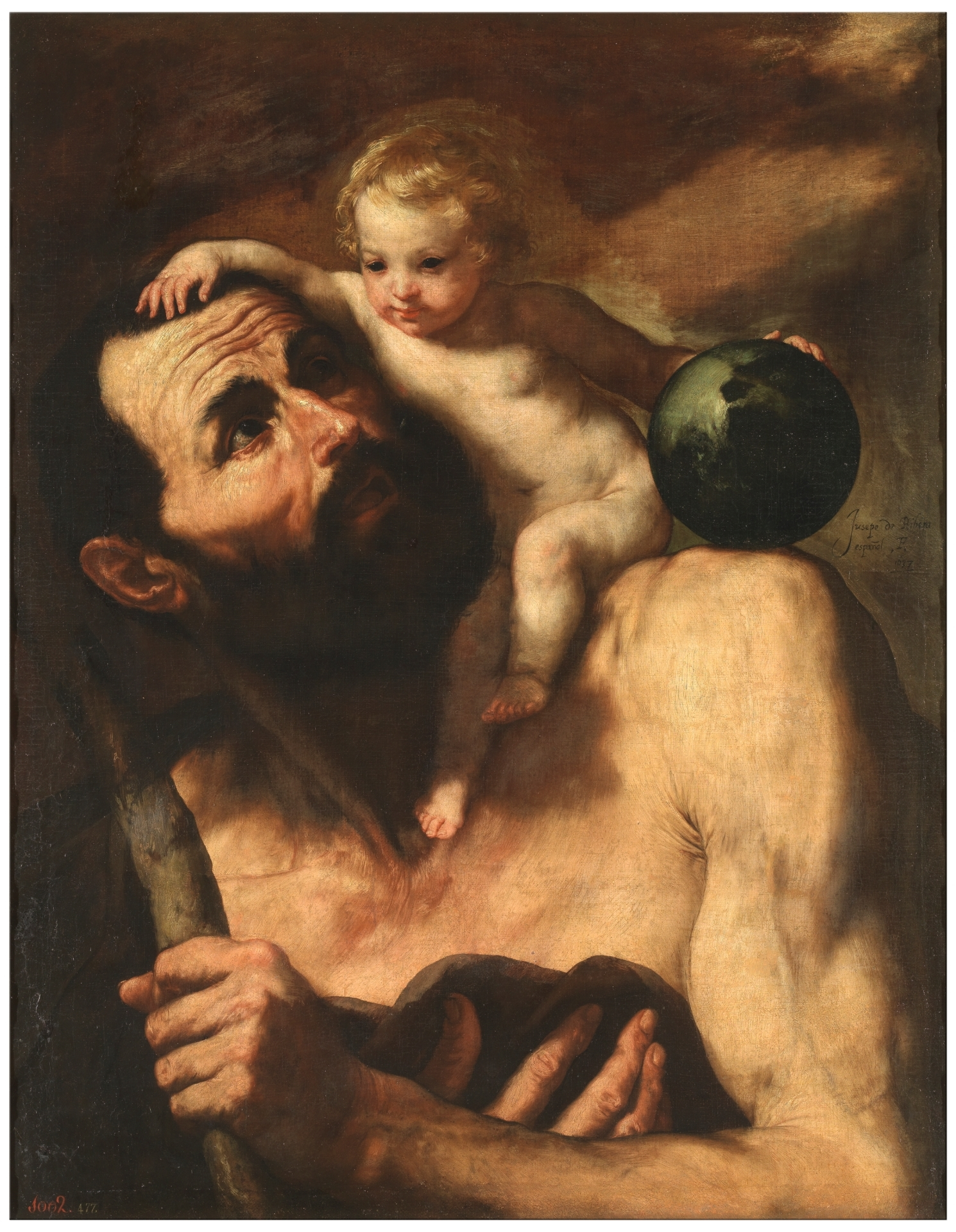
San Cristóbal pintado por José de Ribera.

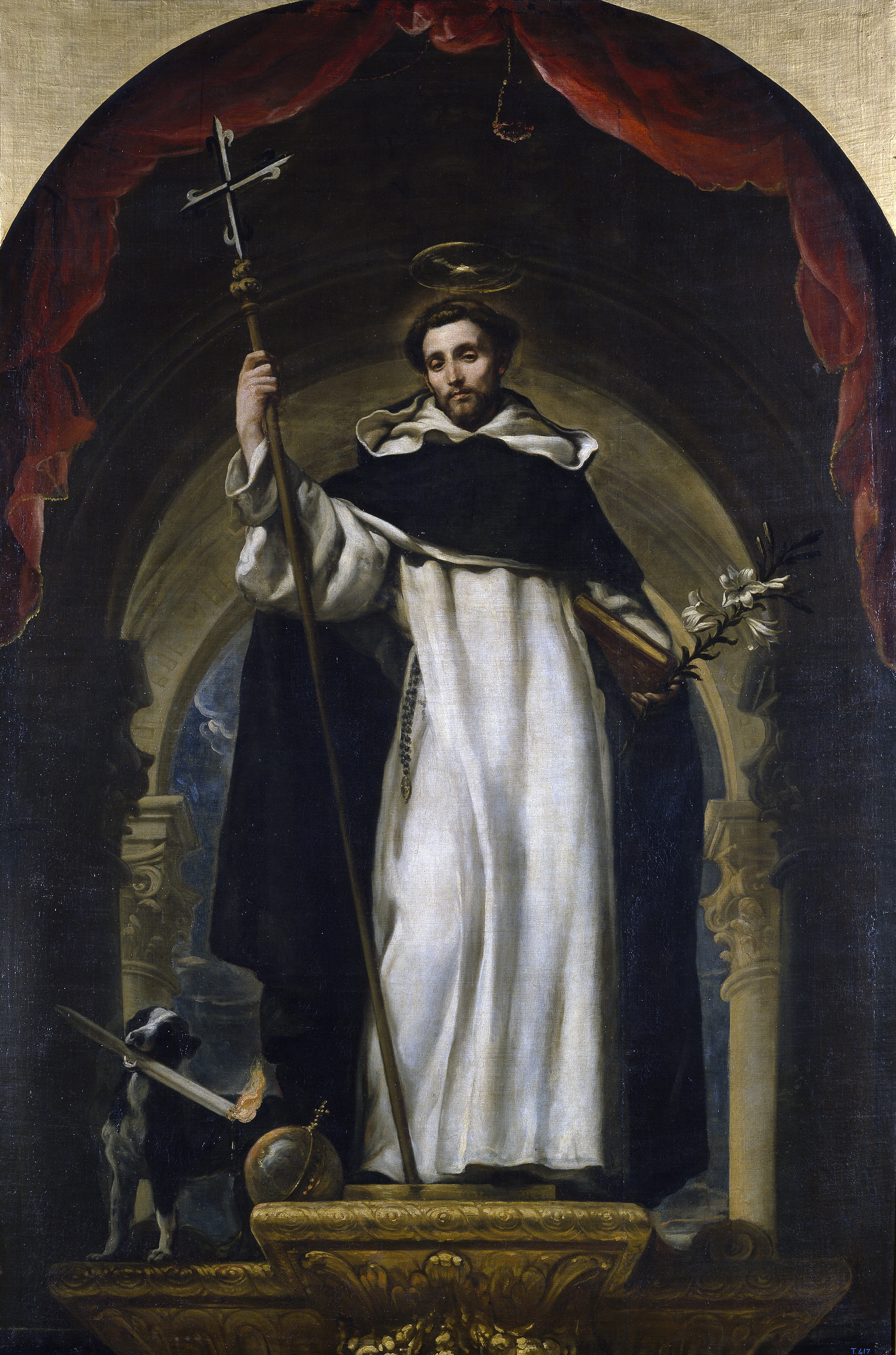
Santo Domingo de Guzmán pintado por Claudio Coello.

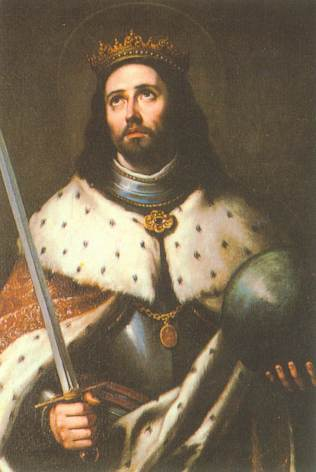
San Fernando pintado por Bartolomé Esteban Murillo.

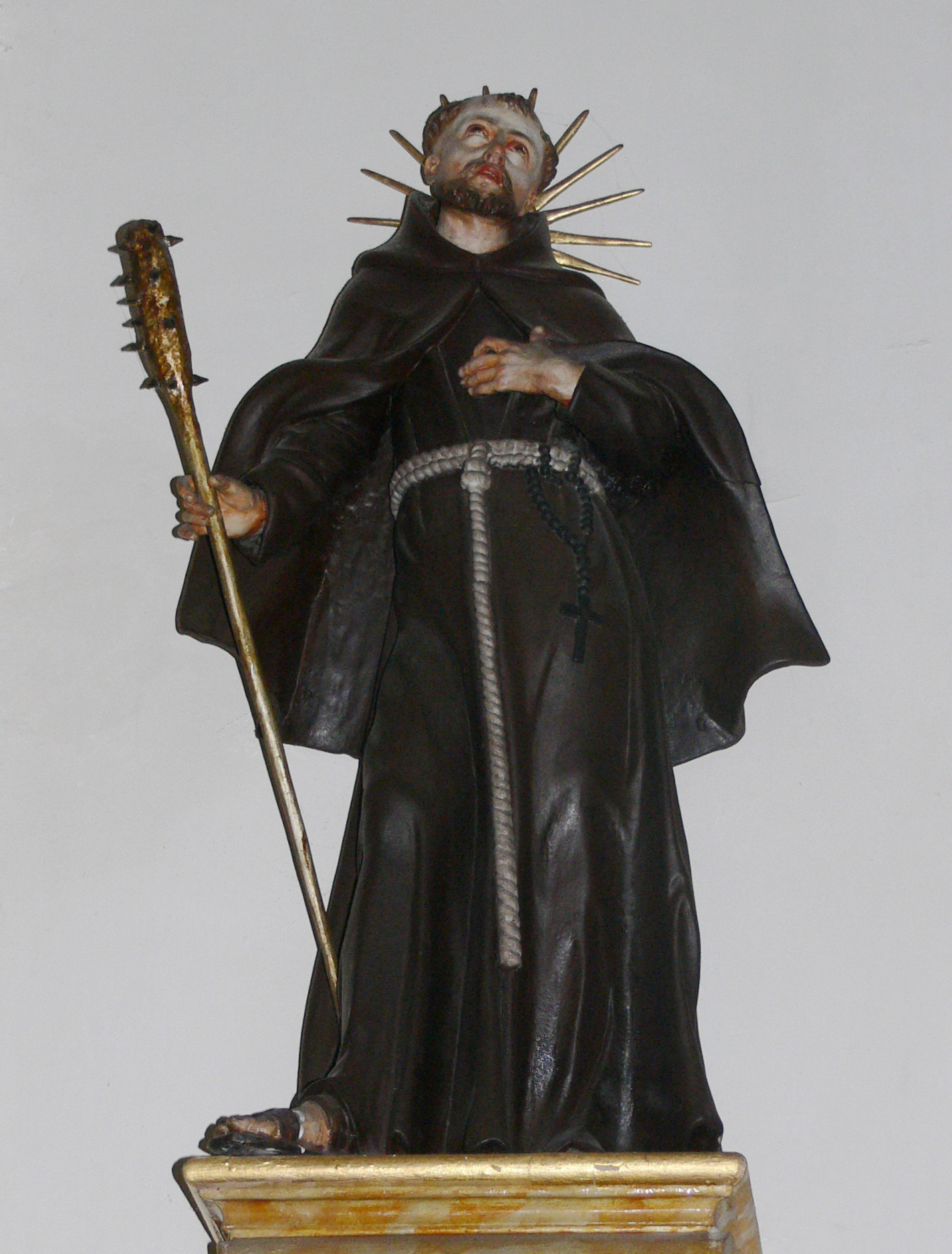
San Fidel de Sigmaringa.

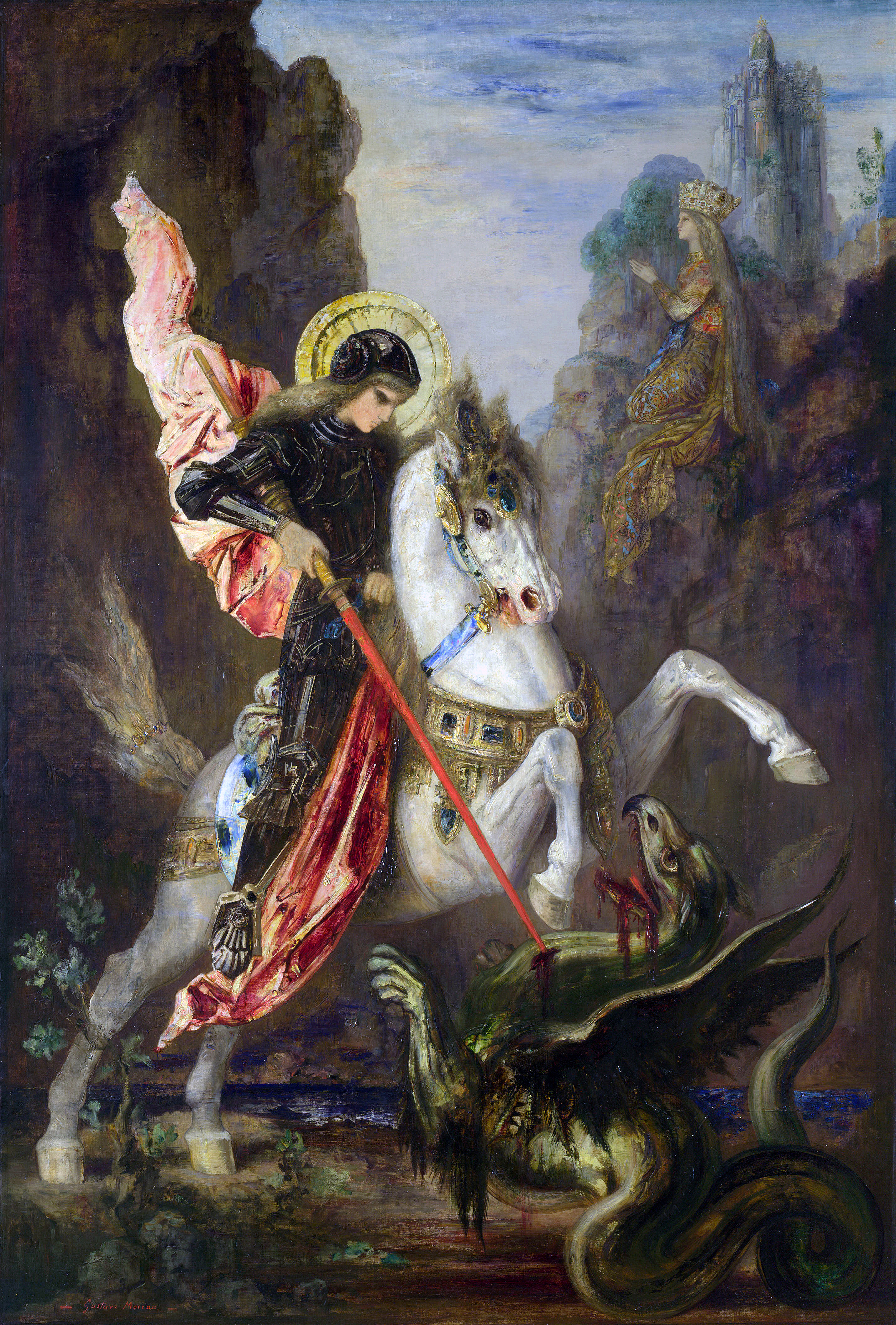
San Jorge en lucha con el dragón pintado por Gustave Moreau.

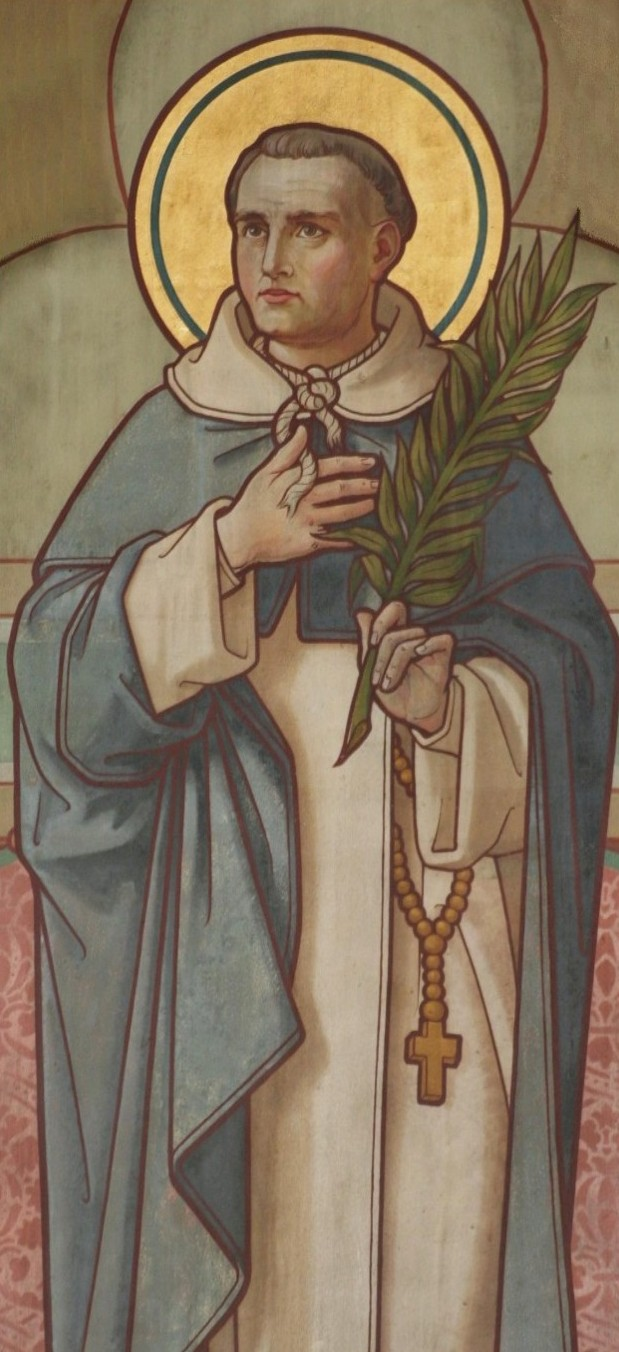
San Juan de Colonia.

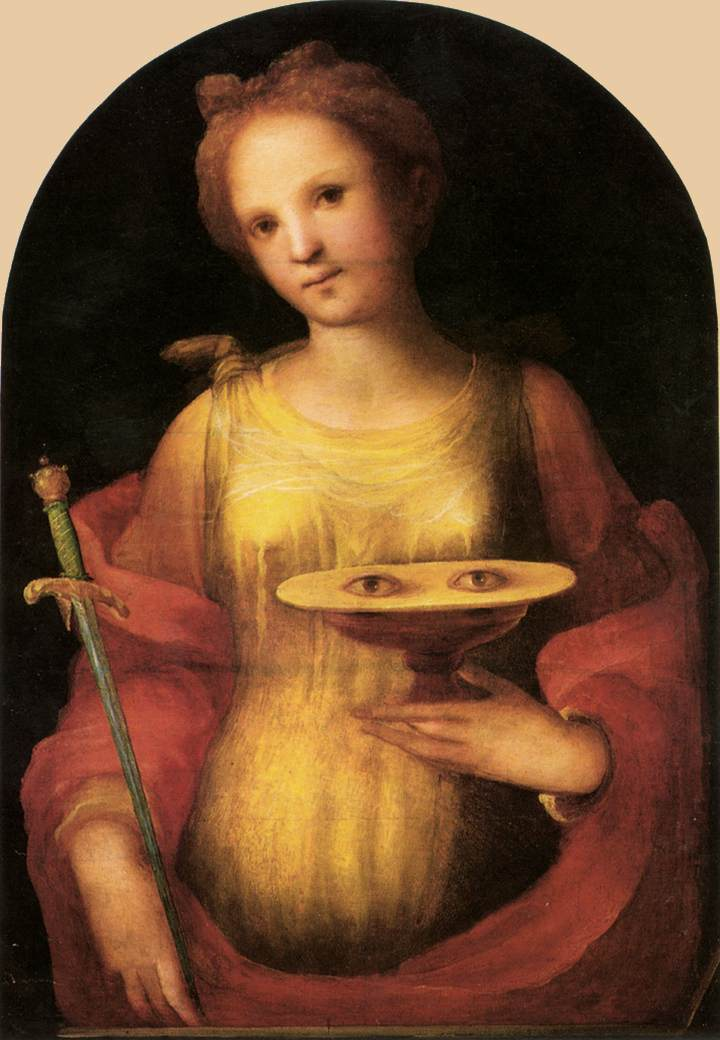
Santa Lucía de Siracusa pintada por Domenico Beccafumi.

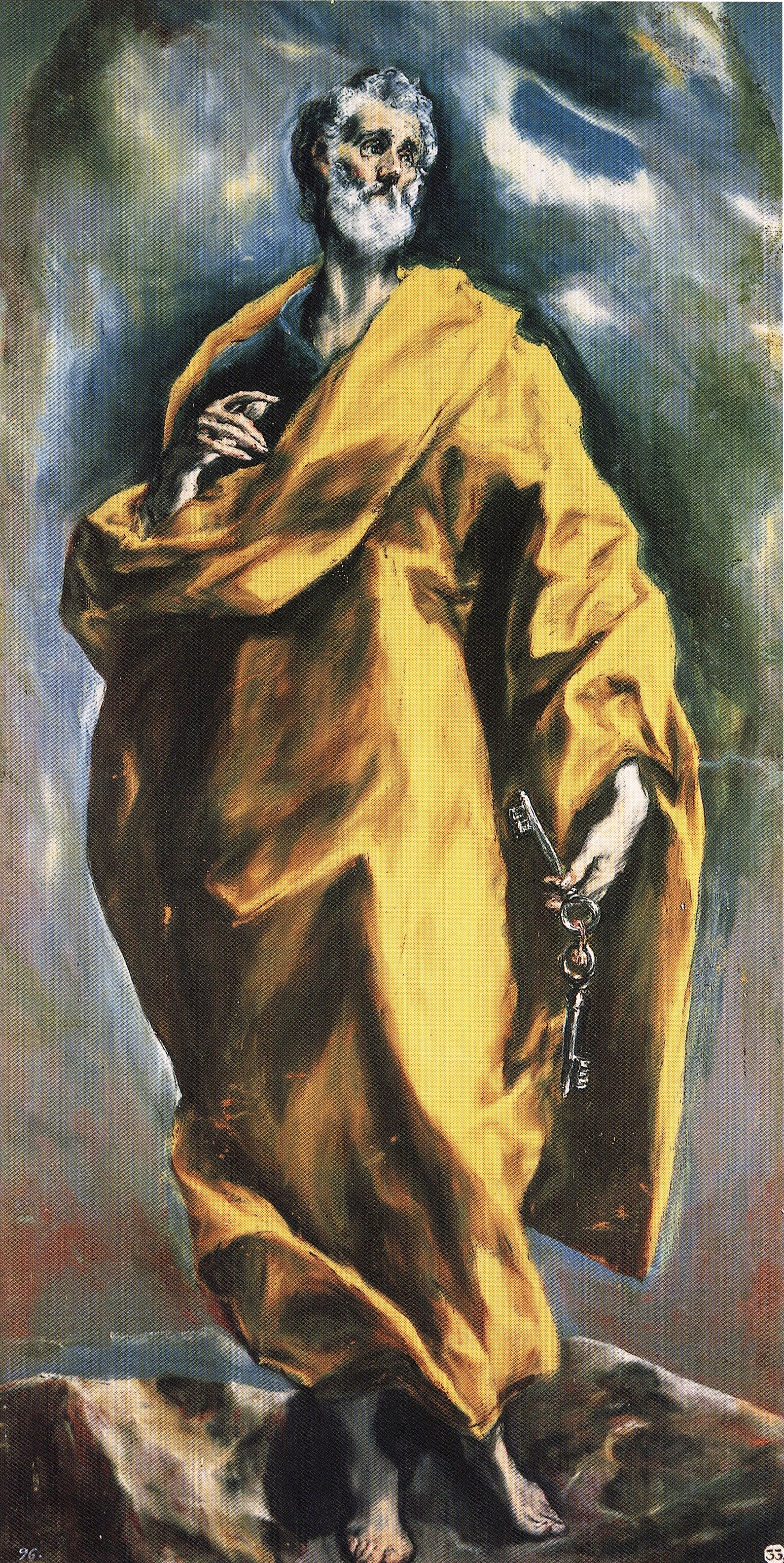
San Pedro pintado por El Greco.

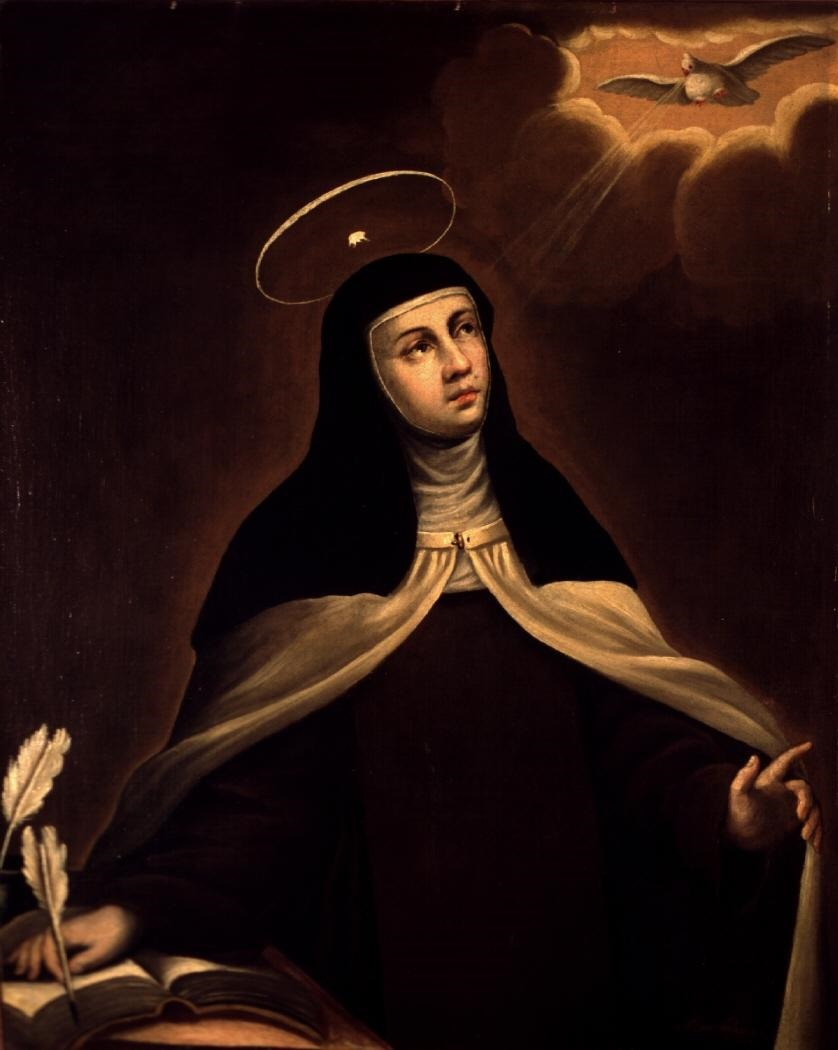
Santa Teresa pintada por Alonso del Arco.

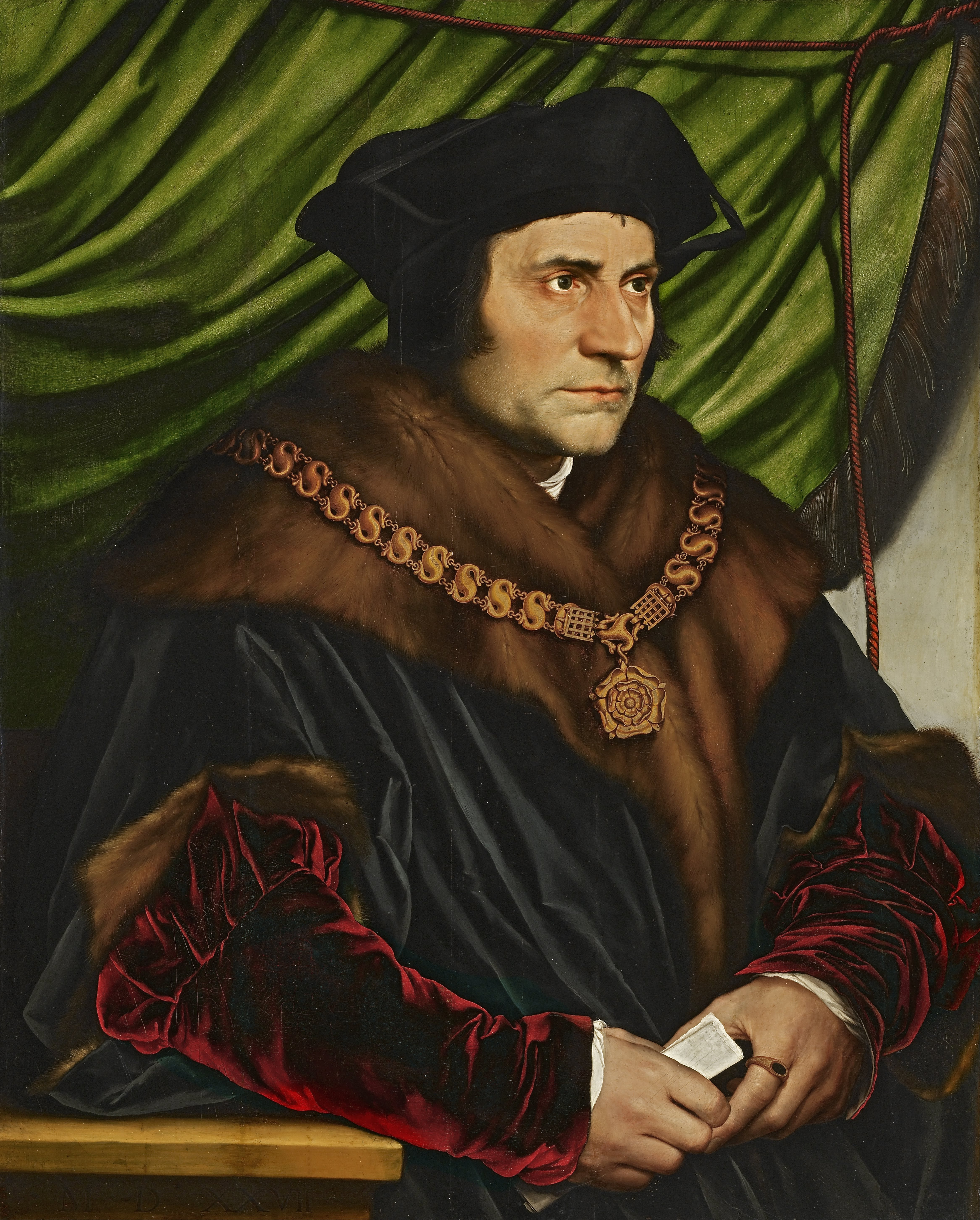
Santo Tomas Moro pintado por Hans Holbein el Joven.

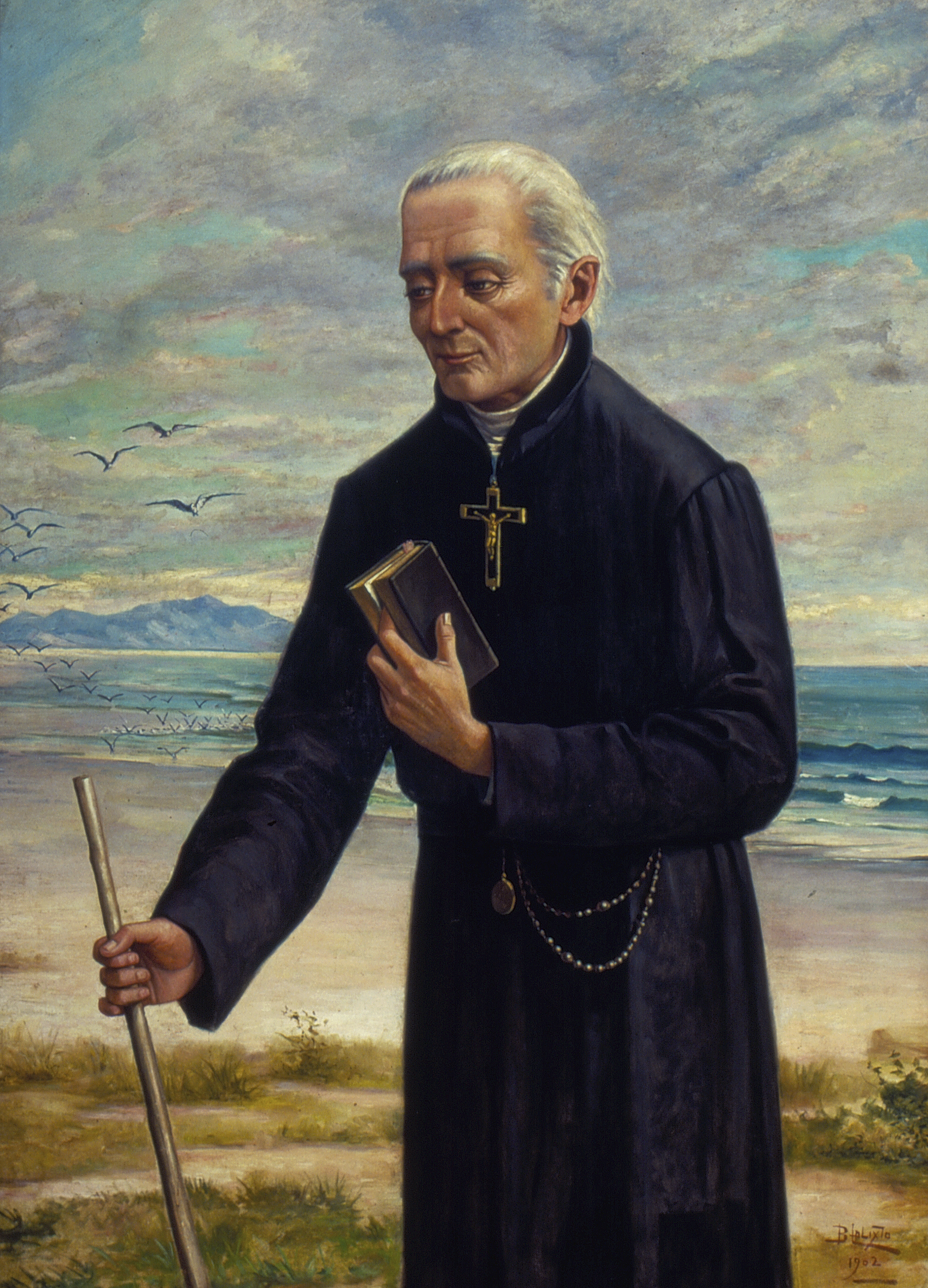
San José de Anchieta pintado por Benedito Calixto.

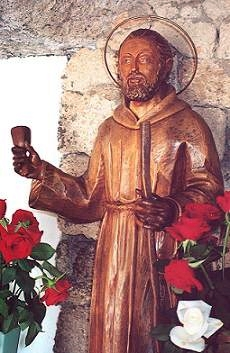
San Pedro de San José Betancur.

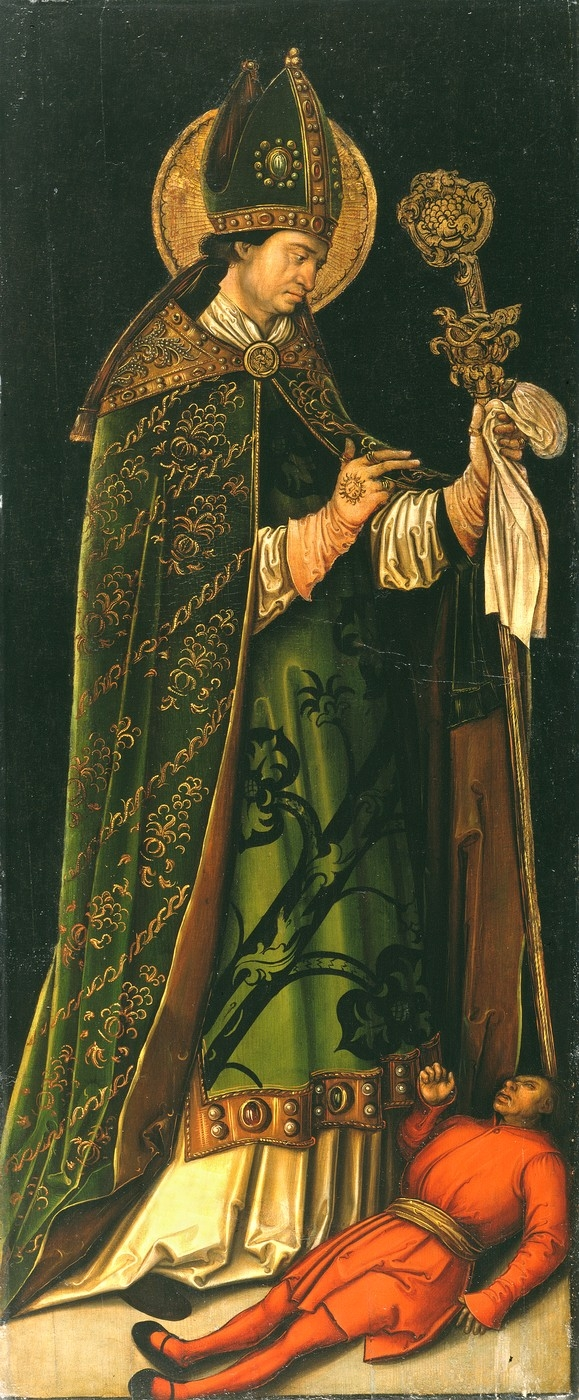
San Valentín, obra de Leonhard Beck.

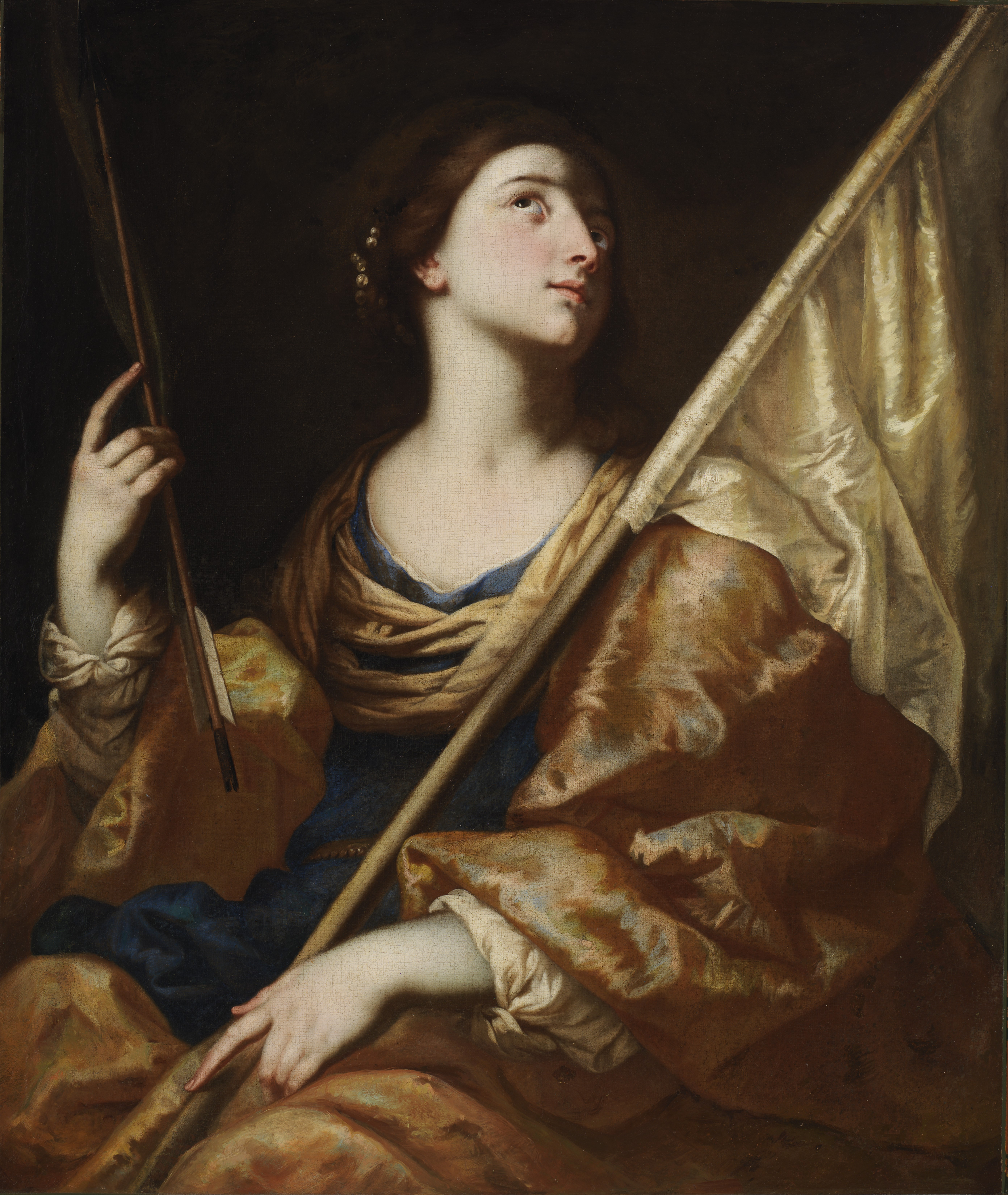
Santa Úrsula, retrato atribuido a Bernardo Cavallino.

| Nombre                         | Atributo Núm. 1 | Atributo Núm. 2                                                                   | Más atributos                                                   |  |
| ------------------------------ | --- | --------------------------------------------------------------------------------- | --------------------------------------------------------------- |  |
| Acacio de Melitene             | Vestido de soldado, con espada y crucifijo, y una rama de acacia o una corona de espinas                                          |                                                                                   |                                                                 |  |
| Águeda de Catania              | Dos pechos encima de una tabla o en un cuenco                                                                                     | Vela o antorcha                                                                   | Alicate o cizalla, campanas, libro, cuerno de unicornio         |  |
| Agustín de Hipona              | Corazón ardiendo o traspasado por flechas                                                                                         | Libro                                                                             | Iglesia, pluma, cáliz, niño con una concha                      |  |
| Alberto Magno                  | Hábito de dominico con birrete de doctor y libro en las rodillas                                                                  | Vestido de obispo, con mitra y báculo                                             | Pluma                                                           |  |
| Ambrosio                       | Panal de abejas | Paloma                                                                            | Buey, pluma                                                     |  |
| Ana                            | Puerta | Libro                                                                             | Ropa roja con capa verde (La Virgen, el Niño Jesús y santa Ana) |  |
| Andrés el Apóstol              | Cruz de San Andrés, en forma de aspa (X)                                                                                          | Red con peces                                                                     |                                                                 |  |
| Ángel Custodio                 | Niño cogiéndole la pierna o la mano                                                                                               |                                                                                   |                                                                 |  |
| Antonio Abad                   | Vestido con hábito talar, con un bastón en forma de tau (T) con campanillas                                                       | Llama sobre un libro                                                              | Cerdito, Diablo a sus pies                                      |  |
| Antonio de Padua               | De franciscano, con el corazón en llamas, una azucena blanca y el Niño Jesús en brazos                                            | Pan                                                                               | Libro                                                           |  |
| Apolonia de Alejandría         | Diente | Alicates                                                                          | Palma de martirio                                               |  |
| Aredio de Attane               | Mitra de obispo |                                                                                   |                                                                 |  |
| Bárbara mártir                 | Plumas de pavo real | Torre                                                                             | Espada, Cáliz (litúrgico), cañón, corona                        |  |
| Bartolomé el Apóstol           | Piel despellejada | Cuchillo                                                                          | Diablesa atada a sus pies                                       |  |
| Basilio el Grande              | Con barba y ropas de obispo | Libro                                                                             | Paloma                                                          |  |
| Bavón de Gante                 | Vestido de ermitaño, con un árbol y una piedra                                                                                    | Espada                                                                            | Halcón                                                          |  |
| Benito de Nursia               | Vestido de benedictino, con el libro de la Regla de San Benito                                                                    | Báculo pastoral                                                                   | Cuervo, arbusto, cáliz con una serpiente alada, Campana         |  |
| Benón de Meissen               | Pez con dos llaves en su boca |                                                                                   |                                                                 |  |
| Bernabé                        | El libro del Evangelio de Mateo                                                                                                   | Báculo pastoral, rama de olivo                                                    |                                                                 |  |
| Bernardino de Siena            | Tabla o sol con las letras IHS | Tres mitras al lado de sus pies                                                   |                                                                 |  |
| Bernardo de Claraval           | Con hábito blanco y tonsura, mitra, báculo y libro de la Regla                                                                    | Perro rojo, demonio encadenado                                                    | Colmena de abejas, instrumentos de la pasión, pluma             |  |
| Blas de Sebaste                | Vela, velas cruzadas | Cerdo                                                                             | Peine de hierro                                                 |  |
| Bonifacio                      | Libro atravesado | Roble                                                                             | Libro, hacha, zorro, fuente, cuervo, látigo, espada             |  |
| Brígida de Irlanda             | Hábito blanco de abadesa | Vaca                                                                              | Vela                                                            |  |
| Brígida de Suecia              | Libro | Cayado de peregrino                                                               | Cruz de las Hijas de Brígida, corazón con una cruz, paloma      |  |
| Bruno                          | Hábito blanco de cartujo y tonsura, con un crucifijo y la inscripción O Bonitas en un rollo que sale de su boca                   | Seis estrellas alrededor de la cabeza                                             | Calavera, globo terráqueo, rama de olivo                        |  |
| Buenaventura de Fidanza        | Eucaristía | Sombrero de cardenal                                                              | Ciborio                                                         |  |
| Canuto IV de Dinamarca         | Insignias de un rey nórdico | Daga                                                                              | Lanza o flecha                                                  |  |
| Carlos Borromeo                | Sombrero de cardenal | Eucaristía                                                                        | Nariz aguileña, cuerda al cuello, lema Humilitas                |  |
| Casimiro de Polonia y Lituania | Insignias de un gran duque | Lirio y cruz o rosario                                                            | Dos manos derechas                                              |  |
| Catalina de Alejandría         | Rueda | Espada invertida                                                                  | Anillo, paloma                                                  |  |
| Catalina de Ricci              | Anillo | Corona                                                                            | Crucifijo                                                       |  |
| Catalina de Siena              | Corazón con cruz | Estigma                                                                           | Cruz, anillo, lirio                                             |  |
| Cayetano de Thiene             | Hábito talar negro y blanco, con un corazón alado                                                                                 | Niño Jesús en brazos                                                              | Libro de la Regla, azucena                                      |  |
| Cecilia de Roma                | Órgano | Corona de flores                                                                  |                                                                 |  |
| Ciriaco                        | Diablo atado | Vestimenta de diácono                                                             |                                                                 |  |
| Clara de Asís                  | Custodia | Báculo de abadesa                                                                 | Ostensorio, azucena, crucifijo, lámpara                         |  |
| Clemente                       | Ancla | Pez                                                                               | Cruz marinera o cruz de San Clemente                            |  |
| Corbiniano                     | Oso con silla de montar |                                                                                   |                                                                 |  |
| Cornelio                       | Hábito papal | Cuerno de caza                                                                    | Libro                                                           |  |
| Cosme y Damián                 | Ampolla | Recipiente con ungüento                                                           | Instrumentos médicos                                            |  |
| Crispín y Crispiniano          | Herramientas de zapatero | Piedras de molino alrededor de sus cuellos                                        |                                                                 |  |
| Cristina de Bolsena            | Cuchillo | Flechas                                                                           | Muela de molino                                                 |  |
| Cristo de San Agustín          | Cruz de Plata | Clavo con el corazón traspasado                                                   |                                                                 |  |
| Cristóbal de Licia             | Niño Jesús en sus hombros | Gigante                                                                           | Corriente de agua, árbol o rama, bastón nudoso                  |  |
| Cuatro coronados               | Herramientas de escultor | Ramos de palma                                                                    |                                                                 |  |
| Daniel                         | León |                                                                                   |                                                                 |  |
| David                          | Arpa |                                                                                   |                                                                 |  |
| Diego de Alcalá                | Hábito franciscano con flores |                                                                                   |                                                                 |  |
| Dionisio de París              | Cabeza decapitada en sus manos |                                                                                   |                                                                 |  |
| Domingo de Guzmán              | Hábito de dominico con tonsura y estrella en la frente                                                                            | Perro con una antorcha encendida                                                  | Rosario, azucena, libro de la Regla                             |  |
| Dorotea                        | Cesta de flores o frutas | Rosas                                                                             |                                                                 |  |
| Dunstán de Canterbury          | Tenazas |                                                                                   |                                                                 |  |
| Edmundo                        | Aljaba |                                                                                   |                                                                 |  |
| Eduardo el Confesor            | Nimbo | Cetro                                                                             |                                                                 |  |
| Egidio                         | Cierva o Venado herido por flecha                                                                                                 | Hábito benedictino                                                                |                                                                 |  |
| Elías                          | Cueva |                                                                                   |                                                                 |  |
| Eloy                           | Vestido de herrero y sosteniendo una pierna de caballo                                                                            |                                                                                   |                                                                 |  |
| Erasmo                         | Vientos | Cabrestante                                                                       |                                                                 |  |
| Escolástica                    | Paloma volando | Libro de la Regla                                                                 |                                                                 |  |
| Esteban                        | Piedras en la mano | Hábito de diácono, con dalmática y estola atravesada                              | Palma de martirio                                               |  |
| Esteban de Hungría             | Insignias de un rey | Cruz patriarcal                                                                   |                                                                 |  |
| Eustaquio de Roma              | Ciervo con una cruz entre sus cuernos                                                                                             | Ropa de caza                                                                      | Crucifijo, horno con forma de toro, trompa                      |  |
| Felipe el Apóstol              | Columna | Báculo rematado en cruz                                                           | Cesta con panes y peces                                         |  |
| Felipe Neri                    | Lirio |                                                                                   |                                                                 |  |
| Fernando                       | Atuendo de rey medieval, corona, espada, globo terráqueo en su mano                                                               | Bolsa de piel colgada a la cintura                                                |                                                                 |  |
| Fidel de Sigmaringa            | Vestido de Franciscano con una rama de palmera                                                                                    | maza                                                                              | lanza                                                           |  |
| Filomena                       | Ancla | Flecha                                                                            | palma                                                           |  |
| Florián                        | Recipiente o cubo con agua | Casa en llamas\|                                                                  | Lanza, bandera, palma de martirio, piedra de molino             |  |
| Francisca Romana               | Hábito negro y velo blanco, dando pan a los pobres                                                                                | Ángel custodio                                                                    | Niño Jesús en brazos                                            |  |
| Francisco de Asís              | Con barba y hábito de su orden, escapulario y cíngulo, y con estigmas en sus manos                                                | Niño Jesús                                                                        | Lobo, calavera, aves, pez                                       |  |
| Francisco de Paula             | Hábito con la palabra Caritas escrita en el pecho                                                                                 | Asno                                                                              | Fragua                                                          |  |
| Francisco Javier               | Corazón en llamas | Crucifijo                                                                         | Campana, cangrejo con una cruz                                  |  |
| Francisco Solano               | Violín | Crucifijo                                                                         | Indígena                                                        |  |
| Gabriel Arcángel               | Trompeta | Rollo con la escritura Ave Maria Gratia Plena                                     | Diadema, azucena, dedo índice levantado                         |  |
| Galo                           | Oso |                                                                                   |                                                                 |  |
| Genoveva                       | Llaves de París sobre la falda | Vela que enciende un ángel tras apagarla un demonio                               | Pan, Ganado, manada, llaves                                     |  |
| Gertrudis de Nivelles          | Corona | Rueca                                                                             | Ratón, lirio                                                    |  |
| Gladys de Gales                | Corona, lirio, castillo | Cruz, derrotando al demonio                                                       | Borrego                                                         |  |
| Gregorio Magno                 | Indumentaria de papa, con una paloma en su hombro y un rollo de música en la mano                                                 | Tiara papal                                                                       | Báculo pastoral                                                 |  |
| Guido de Anderlecht            | Indumentaria de peregrino, con un caballo y una vaca                                                                              |                                                                                   |                                                                 |  |
| Guillermo de Vercelli          | Báculo pastoral | Lobo                                                                              |                                                                 |  |
| Helena de Constantinopla       | Cruz | Tres clavos                                                                       | Maqueta de una iglesia                                          |  |
| Hipólito de Roma               | Tiara papal | Ropa militar (a causa de un martirologio del s. VII que lo presenta como militar) | Arnés militar                                                   |  |
| Huberto de Lieja               | Ciervo con una cruz entre sus cuernos                                                                                             |                                                                                   |                                                                 |  |
| Hugo de Rouen                  | Hostia con el Niño Jesús | Cisne                                                                             |                                                                 |  |
| Ignacio de Loyola              | Con aura y monograma IHS en su pecho                                                                                              | Inscripción Omnia ad maiorem Dei gloriam                                          | Casulla, Eucaristía, libro                                      |  |
| Ildefonso de Toledo            | Hábito de abad, en presencia de la Virgen María                                                                                   |                                                                                   |                                                                 |  |
| Inés                           | Cordero | Ángel custodio                                                                    | Pira de llamas, cabello largo                                   |  |
| Isabel                         | Con San Juan Bautista y un cordero                                                                                                | Llaves al cinto                                                                   |                                                                 |  |
| Isabel de Portugal             | Corona |                                                                                   |                                                                 |  |
| Isabel de Hungría              | Mendigos, pobres | Panes, cuenco con panes                                                           | Rosas o flores, limosna, garrafa                                |  |
| Isidoro de Sevilla             | Colmena de abejas | Pluma                                                                             |                                                                 |  |
| Isidro Labrador                | Ropas de campesino | Herramientas agrícolas                                                            |                                                                 |  |
| Ivo de Chartres                | Vestido de clérigo, con un libro en la mano                                                                                       |                                                                                   |                                                                 |  |
| Jenaro                         | Palma de martirio | Ampollas con su sangre                                                            | Leones del circo                                                |  |
| Jerónimo de Estridón           | Semidesnudo y con barba de asceta, golpeándose el pecho con una piedra                                                            | Sombrero y ropa de cardenal                                                       | León, Cruz, calavera, libros, materiales para escribir          |  |
| Job                            | Anciano cubierto de llagas |                                                                                   |                                                                 |  |
| Jorge                          | Vestido de caballero con espada y lanza, en lucha con un dragón                                                                   | Cruz de San Jorge, roja sobre blanca                                              | Princesa a la que salvó                                         |  |
| José de Anchieta               | Libro del evangelio y crucifijo                                                                                                   | Bastón                                                                            |                                                                 |  |
| José de Nazaret                | Niño Jesús | Vara de azucenas                                                                  | Herramientas de carpintero (Guillame, escuadra)                 |  |
| Juan Berchmans                 | La regla de San Ignacio | Cruz                                                                              | Rosario                                                         |  |
| Juan de Colonia (santo)        | Hábito Dominico | Soga                                                                              | Rama de Palma                                                   |  |
| Juan Crisóstomo                | Abejas | Paloma                                                                            | Pluma                                                           |  |
| Juan de Dios                   | Punica granatum | Corazón                                                                           | Corona de espinas, enfermo en brazos                            |  |
| Juan el Bautista               | Cabeza en bandeja o cuenco | Cordero                                                                           | Piel de camello, lábaro                                         |  |
| Juan el Evangelista            | Joven imberbe | Águila, Cáliz con serpiente                                                       | Caldera, Evangelio                                              |  |
| Juan Houghton                  | Soga, hábito cartujo | Corazón                                                                           |                                                                 |  |
| Juan Nepomuceno                | Lengua | Crucifijo                                                                         |                                                                 |  |
| Juana                          | Cordero |                                                                                   |                                                                 |  |
| Juana de Arco                  | Vestida con armadura, y un estandarte con Jesús en una mano, la otra dando la bendición, las palabras Jesús-María y flores de lis | Escudo                                                                            | Cruz de Lorena                                                  |  |
| Judas Tadeo                    | Espada | Escuadra                                                                          | Porra, barco                                                    |  |
| Julián el Hospitalario         | Halcón sobre el índice | Ciervo                                                                            | Espada                                                          |  |
| Justina de Padua               | Palma y puñal en el corazón | Dragón                                                                            | Unicornio                                                       |  |
| Justino Mártir                 | Hacha | Espada                                                                            |                                                                 |  |
| Leandro de Sevilla             | Pluma |                                                                                   |                                                                 |  |
| León Magno                     | Hábito papal y tiara | Libro                                                                             | Dragón                                                          |  |
| Leonardo de Noblac             | Prisionero | Cadenas                                                                           | Cerradura, esposas, lirios de Francia                           |  |
| Liborio de Le Mans             | Pavo real | Mitra                                                                             | Piedras sobre un libro                                          |  |
| Longinos                       | Lanza |                                                                                   |                                                                 |  |
| Lorenzo                        | Parrilla | Evangeliario                                                                      | Cruz, monedero                                                  |  |
| Lucas el Evangelista           | Toro o buey | Libro                                                                             | Pincel, paleta                                                  |  |
| Lucía de Siracusa              | Cuenco o bandeja con ojos | Rayos de luz saliendo de una herida en la garganta                                | Cuerda, Lámpara, palma                                          |  |
| Luis IX de Francia             | Rey orando, con las armas de Francia, un obispo bendiciéndolo y una paloma sobre su cabeza                                        | Corona de espinas                                                                 | Clavos                                                          |  |
| Luis Gonzaga                   | Hábito talar con sobrepelliz | Azucena                                                                           | Crucifijo, calavera, flagelo                                    |  |
| Marcelo                        | Vestido de obispo, conduciendo un león por París                                                                                  |                                                                                   |                                                                 |  |
| Marcos el Evangelista          | León con alas | Libro                                                                             |                                                                 |  |
| Margarita de Antioquía         | Pisando o hiriendo un dragón, o con un dragón encadenado                                                                          |                                                                                   |                                                                 |  |
| Margarita de Cortona           | Hábito franciscano | Perrito                                                                           | Cruz, calavera                                                  |  |
| María Egipcíaca                | Junto a una gruta, con el pelo cubriéndole el cuerpo                                                                              | Tres panes                                                                        | León, Eucaristía                                                |  |
| María Magdalena                | Vaso con ungüentos | Sudario                                                                           | Cabello largo                                                   |  |
| Marta de Betania               | Hisopo y cangilón | Dragón                                                                            | Llaves, escoba, cuchara                                         |  |
| Martín de Porres               | Escoba | Comiendo juntos de un solo plato un perro, ratón y un gato                        |                                                                 |  |
| Martín de Tours                | A caballo, dando su capa a un pobre                                                                                               | Oca                                                                               | Rueda                                                           |  |
| Mateo el Evangelista           | Ángel, hombre con alas | Hacha                                                                             | Alabarda o lanza, monedero, Evangelio                           |  |
| Matías el Apóstol              | Hacha | Alabarda                                                                          | Cruz, dados                                                     |  |
| Matilde de Ringelheim          | Monedero | Limosna                                                                           |                                                                 |  |
| Mauricio el Tebano             | Bandera | Lanza                                                                             | Escudo                                                          |  |
| Mauro de Anjou                 | Balanza | Muleta                                                                            | Pala                                                            |  |
| Miguel Arcángel                | Lucha con un dragón, dragón a los pies                                                                                            | Balanza                                                                           | Estandarte, espada                                              |  |
| Millán                         | Monje montado en caballo |                                                                                   |                                                                 |  |
| Mónica de Hipona               | Hábito de agustina | Pañuelo, lágrimas                                                                 | Libro, crucifijo                                                |  |
| Mungo de Glasgow               | Pez con un anillo en su boca | Campana, árbol, petirrojo                                                         |                                                                 |  |
| Nicolás de Bari                | Vestido de obispo, con mitra y báculo, y tres bolas de oro                                                                        | Tres vírgenes                                                                     | Barco, tres monederos, ancla, bañera con un niño                |  |
| Nicolás de Flüe                | Rosario |                                                                                   |                                                                 |  |
| Nicolás de Tolentino           | Hábito de agustino | Perdiz                                                                            | Estrella en el pecho                                            |  |
| Norberto                       | Custodia | Cáliz                                                                             | Báculo                                                          |  |
| Oda de Escocia                 | Vestido largo con un hombro al descubierto                                                                                        | Libro                                                                             | Urraca en su mano, corona bajo de sus pies, bastón              |  |
| Olaf de Noruega                | Hacha | Corona (de Noruega)                                                               |                                                                 |  |
| Oswaldo de Bernicia            | Cuervo |                                                                                   |                                                                 |  |
| Pablo de Tarso                 | Vestido de romano, con una espada y un libro o rollo                                                                              | Caballo                                                                           | Larga barba negra                                               |  |
| Pablo el Ermitaño              | Largos cabellos y barba, semidesnudo o con cubierto de hojas o palmas                                                             | Cuervo                                                                            | Calavera                                                        |  |
| Pancracio                      | Con una espada en una mano y una palma de martirio en otra                                                                        |                                                                                   |                                                                 |  |
| Pantaleón                      | Manos clavadas |                                                                                   |                                                                 |  |
| Pascual                        | Custodia | Nubes                                                                             |                                                                 |  |
| Patricio                       | Cruz | Arpa                                                                              | Serpiente, pila bautismal, demonios, Shamrock                   |  |
| Pedro                          | Llaves | Tiara papal y demás honores                                                       | Gallo, cruz invertida, barca o red                              |  |
| Pedro de Alcántara             | Confesando a Santa Teresa de Jesús                                                                                                | Cruz en el pecho                                                                  |                                                                 |  |
| Pedro de San José de Betancur  | Campana y hábito franciscano | Lanza de pastor canario                                                           |                                                                 |  |
| Pedro Arbués                   | Vestido de Sotana, Roquete y Estola                                                                                               | palma de martirio en la mano izquierda                                            | Crucifijo en la mano derecha                                    |  |
| Pedro Mártir                   | Hacha incrustada en la cabeza | Puñal en el pecho                                                                 | Palma rodeada de tres coronas                                   |  |
| Pedro González Telmo           | Hábito de dominico y candela azul                                                                                                 |                                                                                   |                                                                 |  |
| Práxedes                       | Jofaina en una mano y palma en otra                                                                                               |                                                                                   |                                                                 |  |
| Quiteria                       | Libro con un Salmo del Rey David, (lirio)                                                                                         | Palma, perro a sus pies, corona                                                   |                                                                 |  |
| Rafael Arcángel                | Ángel con alas, acompañando a un niño                                                                                             | Pez                                                                               |                                                                 |  |
| Rita de Casia                  | Rosas, higos | Crucifijo                                                                         | Espina, posiblemente con herida en la frente                    |  |
| Romualdo                       | Hábito de benedictino y larga barba                                                                                               | Demonio que lo tienta                                                             | Escalera, Biblia                                                |  |
| Roque                          | Vestido de peregrino, con bastón y concha                                                                                         | Herida en la pierna                                                               | Ángel, Perro, pan                                               |  |
| Rosa de Lima                   | Corona de espinas | Ancla                                                                             | Ciudad, rosas, azucenas, Niño Jesús en brazos                   |  |
| Rosalía de Palermo             | Rosas en los cabellos | Crucifijo, calavera                                                               | Fardo y bastón                                                  |  |
| Santiago el Mayor              | Vieira o concha, palo o bolsa de peregrino                                                                                        | A caballo luchando contra los musulmanes                                          | Llave, espada                                                   |  |
| Santiago el Menor              | Herramienta para batanear tela | Escuadra de carpintero                                                            | Alabarda, porra, sierra                                         |  |
| Santiago el Justo              | Escuadra de carpintero | Alabarda                                                                          | Porra, sierra                                                   |  |
| Sebastián                      | Flechas en el cuerpo | Corona                                                                            | Palma de martirio                                               |  |
| Silvestre I                    | Hábito papal | Toro, dragón                                                                      | Pila bautismal                                                  |  |
| Simón el Cananeo               | Hacha | Sierra                                                                            | Remos cruzados                                                  |  |
| Simón Stock                    | Hábito carmelita | Instrumentos de la Pasión                                                         | Escapulario                                                     |  |
| Teodoro                        | Cocodrilo |                                                                                   |                                                                 |  |
| Teodoro de Amasea              | Vestido de soldado | Antorcha                                                                          | Cruz, corona de espinas                                         |  |
| Teresa de Jesús                | Pluma estilográfica y birrete doctoral                                                                                            | Corazón atravesado por una flecha, o con las letras IHS (Jesús)                   | Libro, paloma del Espíritu Santo                                |  |
| Teresa de Lisieux              | Rosas entrelazándose con un Crucifijo                                                                                             |                                                                                   |                                                                 |  |
| Tomás Becket                   | Vestido de obispo | Espada                                                                            | Palma                                                           |  |
| Tomás de Aquino                | Vestido de dominico, obeso y con tonsura                                                                                          | Sol sobre el pecho                                                                | Iglesia, cáliz, custodia, paloma, buey                          |  |
| Tomás el Apóstol               | Escuadra | Lanza                                                                             | Cíngulo                                                         |  |
| Tomás Moro                     | Vestido de Canciller | Palma de martirio                                                                 | Hacha                                                           |  |
| Ulrico de Augsburgo            | Pez |                                                                                   |                                                                 |  |
| Urbano I                       | Viña, uvas | Panal de abejas                                                                   | Tiara papal                                                     |  |
| Urbano de Langres              | Viña, uvas |                                                                                   |                                                                 |  |
| Úrsula                         | Vírgenes debajo de su capa | Flechas en su mano                                                                | Barco, palma, estandarte blanco con una cruz roja               |  |
| Valentín                       | Báculo pastoral | Palma de martirio                                                                 | Niño epiléptico                                                 |  |
| Verónica                       | Sudario con el rostro de Jesús |                                                                                   |                                                                 |  |
| Vicente de Paúl                | Niños |                                                                                   |                                                                 |  |
| Vicente Ferrer                 | Llama sobre la frente | Sombrero de cardenal, libro abierto                                               | Púlpito, trompeta, cautivos                                     |  |
| Víctor de Marsella             | Molino de viento |                                                                                   |                                                                 |  |
| Vito                           | Gallo | Caldera                                                                           | Cruz                                                            |  |
| Vendelino                      | Palo de pastor |                                                                                   |                                                                 |  |
| Wolfgango de Ratisbona         | Vestido de obispo con mitra y báculo                                                                                              | Hacha                                                                             | Maqueta de iglesia, lobo                                        |  |
| Zacarías                       | Junto con el rey Liutprando | Rama de olivo                                                                     | Paloma                                                          |  |
| Zenón de Verona                | Vestido de obispo con mitra y báculo                                                                                              | Peces y aparejos de pesca                                                         |                                                                 |  |
| Zita de Lucca                  | Jarrón y canasta | Corona, flores o rosas, delantal de sirvienta                                     | Anciano a sus pies, pozo.                                       |  |
| Zoe de Roma                    | Muchacha colgada por los pelos a la rama de un árbol y a sus pies una hoguera con una gran humareda                               | Palma                                                                             |                                                                 |  |